# Showdown: Legends of Wrestling
Showdown: Legends of Wrestling è il terzo ed ultimo capitolo della serie Legends of Wrestling. È il seguito di Legends of Wrestling II. Il videogioco venne prodotto nel 2004 dalla Acclaim Entertainment per le console Xbox e PlayStation 2. Una versione del gioco per il Nintendo GameCube era stata inoltre annunciata, ma l'uscita venne cancellata. Fu l'ultimo videogioco pubblicato dalla Acclaim prima del fallimento della compagnia.

## Musica
Il tema musicale degli ultimi due capitoli della serie era stato composto da "The Mouth of The South" Jimmy Hart. Hart appare come personaggio giocabile in tutti e tre i giochi. La canzone del 1983 Metal Health dei Quiet Riot è utilizzata come traccia nel menù principale.

## Roster
Il roster dei lottatori presenti nel gioco è esclusivamente maschile. Un significativo punto di forza in Showdown: LoW fu l'inclusione di Ultimate Warrior, che all'epoca era in causa con la WWE e l'anno precedente aveva ottenuto con successo l'esclusione del suo personaggio dal videogioco WWE SmackDown! Here Comes the Pain. Degna di nota è invece l'assenza di due membri della famiglia Von Erich: Mike e David, che erano presenti nei precedenti giochi della serie Legends of Wrestling.
Il tutorial di gioco con l'illustrazione delle varie mosse effettuabili nel gioco è narrato da Bret Hart, partner ufficiale.
Questi i lottatori presenti:
| Superstar | Manager                                                                            |
| --- | ---------------------------------------------------------------------------------- |
| - Abdullah the Butcher - André The Giant - Andy Kaufman - Bam Bam Bigelow - Big John Studd - "Superstar" Billy Graham - Bob Backlund - Bob Orton - Baron Von Raschke - Bret Hart - Brian Knobbs - Brian Pillman - Bruno Sammartino - "The British Bulldog" Davey Boy Smith - Diamond Dallas Page - Don Muraco - Dory Funk Jr. - Dusty Rhodes - Dynamite Kid - Eddie Gilbert - Eddie Guerrero - Fritz Von Erich - George "The Animal" Steele - Greg Valentine - Harley Race - Hulk Hogan - The Iron Sheik - Ivan Koloff - Ivan Putski - Jake "The Snake" Roberts - Jerry Lawler - Jerry Sags - "Hacksaw" Jim Duggan - "Superfly" Jimmy Snuka - Kerry Von Erich - Kevin Von Erich - Killer Kowalski - King Kong Bundy - Koko B. Ware - Mil Máscaras - Mr. Perfect - Nikita Koloff - Nikolai Volkoff - One Man Gang - Owen Hart - "Mr. Wonderful" Paul Orndorff - "Macho Man" Randy Savage - Rick Martel - "Ravishing" Rick Rude - Rick Steiner - Ricky Morton - Ricky "The Dragon" Steambot - Road Warrior Animal - Road Warrior Hawk - Robert Gibson - Rocky Johnson - Roddy Piper - Sabu - Scott Steiner - The Sheik - Sid Vicious - "Dr. Death" Steve Williams - Sting - "Million Dollar Man" Ted DiBiase - Terry Funk - Tito Santana - Tony Atlas - The Ultimate Warrior | - Bobby "The Brain" Heenan - The Grand Wizard - Jimmy Hart - Lou Albano - Mr. Fuji |

## Arene
- Madison Square Garden in New York
- Pontiac Silverdome in Pontiac, Michigan
- Cobo Arena in Detroit, Michigan
- The Omni in Atlanta, Georgia
- Cow Palace in San Francisco, California
- The Spectrum in Filadelfia, Pennsylvania
- Maple Leaf Gardens in Toronto, Ontario, Canada
- Boston Garden in Boston, Massachusetts
- Tokyo Dome in Tokyo, Giappone
- Greensboro Coliseum in Greensboro, North Carolina
- Skydome in Toronto, Ontario, Canada
- Mid-South Coliseum in Memphis, Tennessee
- Texas Stadium in Irving, Texas
- L.A. Sports Arena in Los Angeles, California
- Wembley Stadium in Londra, Inghilterra
- Mosca
- Palestra di Dory Funk Jr.
- Legends Colosseum Austin, Texas

## Accoglienza
Showdown: Legends of Wrestling fu accolto da recensioni miste all'epoca della sua uscita. GameRankings e Metacritic gli assegnano rispettivamente un punteggio di 56.48% e 55 su 100 per la versione su PlayStation 2, e 54.63% e 57 su 100 per la versione Xbox.
Xbox Nation lo definì "una cagata fumante, e puzzolentissima". Anche il giudizio del pubblico non fu migliore, anche se non così negativo, principalmente grazie al roster stellare inserito nel gioco, con la presenza di celebri wrestler degli anni settanta, ottanta, e novanta, incluse molte "leggende" che solitamente non vengono inserite in videogiochi di wrestling. Anche l'inclusione dell'ex team di commentatori della WCW costituito da Bobby "The Brain" Heenan, Tony Schiavone, e "The Living Legend" Larry Zbyszko fu gradita. Tuttavia, il commento al gioco si rivelò inefficace, essendo ripetitivo e rudimentale.
Il gameplay risente di numerosi bug, glitch, crash, ed altri problemi vari. Altri aspetti negativi del gioco sono una mancanza significativa di intelligenza artificiale da parte dei lottatori gestiti dalla CPU, movimenti "legnosi" dei personaggi, un sistema di controllo complicato, e dubbie scelte come il far terminare all'istante match quali battle royal e royal rumble appena il personaggio gestito dal giocatore viene eliminato. Errori ed omissioni presenti nel libretto d'istruzioni incluso completano il tutto.